# NUT
NUT Co., Ltd., (яп. 株式会社ナット) — японская анимационная студия, основанная в 2017 году.
Продюсер Такуя Цуноки отметил, что выбирая название студии, он хотел что-нибудь, что бы передавало значения «дикости» и «безумности», и чтобы работы студии были «безумными» в хорошем смысле слова. Повлияло на выбор названия также и то, что Nut созвучно Mad из Madhouse, где ранее работала большая часть команды.

## Работы

### Телесериалы
| Название                           | Телеканал            | Начало показа   | Конец показа     | Кол-во серий | Примечание                                                           | Сноски |
| ---------------------------------- | -------------------- | --------------- | ---------------- | ------------ | -------------------------------------------------------------------- | ------ |
| Yōjo Senki: Saga of Tanya the Evil | AT-X                 | 6 января 2017   | 31 марта 2017    | 12           |                                                                      | [ 3 ]  |
| FLCL Alternative                   | Adult Swim (Toonami) | 8 сентября 2018 | 13 октября 2018  | 6            | Продолжение FLCL Progressive. Совместно с Production I.G и Revoroot. | [ 4 ]  |
| Deca-Dence                         | AT-X                 | 8 июля 2020     | 13 сентября 2020 | 12           |                                                                      | [ 5 ]  |
| The Saga of Tanya the Evil 2       | TBA                  | TBA             | TBA              | TBA          |                                                                      |        |

### Полнометражная анимация
| Название                   | Дата показа       | Примечание                      | Сноски |
| -------------------------- | ----------------- | ------------------------------- | ------ |
| The Saga of Tanya the Evil | 8 февраля 2019 г. | Продолжение одноименного аниме. |        |